# クウジット
クウジット株式会社（Koozyt）は、システム開発会社。社名は、"「空」と「実」をつないで社会に貢献する"という意味に由来します。とウェブサイトにある。

## 概要
カメラのAR技術を使った、仮想型バーチャルシステムを主にアプリを展開している。また、PlaceEngineによる、GPS信号が届かない場所でも無線LANを用いて現在位置を割り出すといった高度な技術開発が進められている。

## 主な事業
- スマートフォンやデジタルサイネージ、IoT、ウェアラブルデバイスなどを活用したセンシング技術やインタラクティブ技術ソリューション（「PlaceEngine」屋内測位ソリューション、笑顔認識ソリューション、行動認識ソリューション、スポーツセンサーボード「Q.board」など）
- 実空間の価値を増幅する実空間アプリケーションの受託開発
- 企業や学術研究機関などとのPoC（Proof of Concept）、実証実験、共同研究開発